# Holiness Christian Church
Holiness Christian Church, amerikanskt trossamfund grundat 1889 i Linwood, Pennsylvania som the Holiness Christian Association.
Samfundet hade sina rötter i en helgelseväckelse runt Philadelphia 1882. Så småningom antog man namnet the Holiness Christian Church, började missionsverksamhet i Centralamerika och delade in sig i fyra regioner.
1919 gick tre av dessa (i Indiana, Illinois-Missouri och Kansas-Oklahoma) med i the International Apostolic Holiness Church.